# Martin Bregman
Martin Bregman (New York, 1926. május 18. – New York, 2018. június 16.) amerikai filmproducer.

## Filmjei
- Serpico (1973)
- Kánikulai délután (Dog Day Afternoon) (1975)
- The Next Man (1976)
- Joe Tynan megkísértése (The Seduction of Joe Tynan) (1979)
- S.H.E: Security Hazards Expert (1980)
- Simon (1980)
- A négy évszak (The Four Seasons) (1981)
- Venom (1981)
- A szökés – Eddie Macon futása (Eddie Macon's Run) (1983)
- A sebhelyesarcú (Scarface) (1983)
- The Four Seasons (1984, tv-sorozat, executive producer)
- Édes szabadság (Sweet Liberty) (1986)
- Belevaló fickók (Real Men) (1987)
- Várom a párom (A New Life) (1988)
- A szerelem tengere (Sea of Love) (1989)
- Savanyú a szülő (Betsy's Wedding) (1990)
- Suttogások a sötétben (Whispers in the Dark) (1992)
- Blue Ice – Kék jég (Blue Ice) (1992)
- A tuti balhé (The Real McCoy) (1993)
- Carlito útja (Carlito's Way) (1993)
- Az Árnyék (The Shadow) (1994)
- Gold Diggers: The Secret of Bear Mountain (1995)
- Matilda, a kiskorú boszorkány (Matilda) (1996, executive producer)
- Nekem 8 (Nothing to Lose) (1997)
- Egy kemény zsaru (One Tough Cop) (1998)
- A csontember (The Bone Collector) (1999)
- Pluto Nash – Hold volt, hol nem volt... (The Adventures of Pluto Nash) (2002)
- Carolina (2003)
- Carlito útja: A felemelkedés (Carlito's Way: Rise to Power) (2005, videó)